# Герберт, Уолтер Уильям
Сэр Уолтер Уильям Герберт, известный также как Уолли Герберт (англ. Walter William "Wally" Herbert; 24 октября 1934, Йорк — 12 июня 2007, Инвернесс) — британский полярный исследователь и художник. В составе Британской трансарктической экспедиции 6 апреля 1969 г. достиг Северного полюса после перехода по паковым льдам в 60-ю годовщину достижения полюса Робертом Пири. Считается первым человеком, бесспорно достигнувшим Северного полюса по поверхности льдов без использования моторного транспорта. Сэр Ранульф Файнс назвал его «величайшим полярным исследователем наших дней». В его честь названы горный хребет и плато в Антарктиде и самый северный из горных хребтов Шпицбергена.

## Биография
Родился в семье военного, в возрасте 3 лет с семьёй переехал в Египет, а в 9-летнем возрасте — в Южную Африку. После возвращения семьи в Англию, в 12-летнем возрасте Герберт пересёк реку Северн по льду. Окончил военно-инженерное училище, в течение 18 месяцев проводил топографические съёмки в Египте и на Кипре. Совершил путешествие по Греции и Турции, зарабатывая на жизнь рисованием портретов.
С 1955 г. проводил топографические съёмки в Антарктиде, где получил навыки каюра. В общей сложности он проделал 5000 км на собачьих упряжках по территории Антарктического полуострова. Далее принял участие в Новозеландской антарктической программе, в рамках которой был командирован в Гренландию, осваивать эскимосские навыки обращения с ездовыми собаками. К 26-летнему возрасту провёл пять зимовок в полярных странах.
В 1958—1964 гг. работал в Антарктиде, обследовав более 26 тыс. кв. миль. территории Земли Королевы Мод, а также исследовал трассу Шеклтона и Р. Скотта на леднике Бирдмора. Поскольку власти США запретили ему идти до Южного полюса, он вернулся на базу по трассе Амундсена, став первым исследователем, повторившим маршрут знаменитых полярных экспедиций. В 1964 г. повторил маршруты экспедиции О. Свердрупа и Ф. Кука в Канадском Арктическом архипелаге.

## Британская трансарктическая экспедиция
В 1968—1969 гг. возглавил британскую экспедицию, которой предстояло пройти по паковым льдам 5600 км от мыса Барроу до Шпицбергена через Северный полюс. В составе экспедиции было 4 человека на четырёх собачьих упряжках, ледовая разведка и доставка необходимых припасов осуществлялась с самолётов.
Выступив 21 февраля 1968 с мыса Барроу, в первый день экспедиционеры проделали 8 км. Продвижению группы мешали противные течения и сильные холода (весь март температура не поднималась выше —35 °C). Идти приходилось не по паку, а по сплошным полям молодого льда, не выдерживающего веса человека, часто приходилось менять курс на 20—30°. К началу таяния льдов группа достигла 82°27’ с.ш. на 163°30’ з.д., преодолев 1900 км. До 4 сентября команда прожила в «Тающем лагере». После повторного старта, один из членов экспедиции — Аллан Джилл повредил позвоночник в результате неудачного падения. Было решено не эвакуироваться: с 15 сентября 1968 г. началась зимовка в палатке на дрейфующих льдах. В начале ноября дрейфом группу вынесло на 85°48’ с.ш., но уже к концу месяца их унесло на 160 км к юго-востоку, дрейф проходил вокруг полюса. Джиллу удалось полностью восстановиться благодаря уходу товарищей.
В конце февраля 1969 г. удалось выступить в дальнейший поход в обстановке полярной ночи: ориентирование проходило по Венере. Морозы доходили до −48 °C, при этом дневной переход длился до 12—13 часов. Был пройден Северный полюс недоступности. 6 апреля 1969 г. группа достигла Северного полюса. Продвижение сильно сдерживали ледовые разводья: едва не была потеряна одна упряжка, приходилось часто менять курс. 29 мая 1969 группа Герберта, преодолев 5600 км по большой оси Северного ледовитого океана, вышли к группе Семи островов. Эвакуировались они 10 июня, проведя в дрейфующих льдах Арктики 476 дней. Всё это время проводились систематические исследования толщины льда и снежного покрова, топографии дрейфующих льдов, собирались метеорологические данные. Эти измерения проводил метеоролог Фриц Кернер.
За участие в экспедиции, У. Герберт был награждён Полярной медалью, медалью Королевского географического общества, медалью американского Клуба Исследователей и рядом зарубежных наград. Тем не менее, казус с Джиллом вызвал много нареканий, поэтому эта экспедиция мало популярна в Великобритании.

## Последующая деятельность
В 1969 г. Герберт женился на Мэри МакКегни, у них было две дочери, одна из которых скончалась.
В 1979 г. Герберт и Аллан Джилл попытались совершить путешествие вокруг Гренландии на санях и эскимосских традиционных лодках, но неблагоприятные погодные условия вынудили их прервать экспедицию.
В 1980-е гг. Герберт занялся историей полярных исследований. Национальное географическое общество США заказало ему биографию Роберта Пири. Книга была опубликована в 1989 г. (The Noose of Laurels, «Лавровый аркан») и вызвала до некоторой степени скандал, ибо Герберт, основываясь на собственном полярном опыте и материалах Пири, пришёл к выводу, что он не мог достигнуть Северного полюса и фальсифицировал материалы измерений (ещё в 1909 г. недоумение вызывали сообщения Пири, что на обратном пути с полюса его группа проходила до 100 км в день). Выводы Герберта ныне приобретают всё больше сторонников. Одновременно оказывается, что Герберт был первым человеком, достигнувшим Северного полюса методами, характерными для «золотого века» полярных исследований.
В 2000 г. Уолтер Герберт был возведён в рыцарское звание. В 2005—2006 гг. участвовал как консультант в проекте BBC Blizzard: Race to the Pole: моделирование в Гренландии южнополярных экспедиций Р. Скотта и Р. Амундсена. Скончался от последствий диабета.

## Труды
- The Polar World, Wally Herbert, 2007
- The Noose of Laurels, Wally Herbert, 1989
- Polar Deserts, Wally Herbert
- Hunters of the Polar North, Wally Herbert
- Eskimos, Wally Herbert (в 1977 г. удостоена Deutscher Jugendliteraturpreis)
- North Pole, Wally Herbert
- Across the Top of the World, Wally Herbert
- A World of Men, Wally Herbert
- У. Херберт. Пешком через Ледовитый океан. Пер. с англ. Т.Л. Ровинской. М.: Мысль, 1972. 188 с.